# Испанская Луизиана
Луизиа́на (исп. Luisiana, фр. La Louisiane, англ. Louisiana) — подчинённая территория Испании с 1764 по 1803 год. Испания получила эту территорию от Франции и затем в 1803 году вернула её Франции, после чего Наполеон немедленно продал её США. Включала огромную территорию к западу от Миссисипи, а также Новый Орлеан.
В 1762 году был заключён договор в Фонтенбло, по которому Франция передавала убыточную территорию Луизиана Испании. В 1763 году по Парижскому договору Франция передала Англии все территории к востоку от Миссисипи, за исключением Нового Орлеана. Передача Луизианы Испании состоялась в 1764 году. Одновременно в испанской административной системе была проведена реформа, целью которой было упрочить позиции Испании, которым угрожала Англия, в Карибском бассейне. В рамках этой реформы новоприобретённая Луизиана подчинялась генерал-капитанству Куба и управлялась из Гаваны.
Реальный контроль над Луизианой испанцам удалось установить лишь к 1769 году. Губернатор Алехандро О’Рейли разделил провинцию на 12 административных округов и 22 церковных прихода.
В 1788 году пожар уничтожил большую часть Нового Орлеана. Восстановленный город носил в архитектурном плане уже не французский, а испанский характер, сохраняющийся до наших дней. В 1793 году Луизиана была административно объединена с возвращённой Испании Флоридой, и административный центр перенесён из Гаваны в Новый Орлеан.
Благодаря своему удачному географическому положению Новый Орлеан полностью контролировал реку Миссисипи (одну из главных водных артерий Северной Америки) и являлся важным перевалочным пунктом, для которого в соответствии с Договором Пинкни, подписанным с Испанией 27 октября 1795 года, американские граждане получали право экспортной торговли через порт Нового Орлеана. Американцы получили также право использовать порт для перевалки муки, табака, свинины, сала, пера птицы, сидра, масла и сыра между восточными и западными штатами. Договор также признавал право американской стороны на навигацию по всей реке Миссисипи ввиду роста деловой активности.
В 1798 году Испания в одностороннем порядке отменила действие Договора, чем сильно озадачила руководство Соединенных Штатов. В 1801 году испанский губернатор Хуан Мануэль де Сальседо сменил на этом посту маркиза де Каса Кальво, и право на перевалку грузов для американцев было полностью восстановлено.
В 1800 году колония, так и оставшаяся убыточной, была передана обратно Франции по секретному договору в Сан-Ильдефонсо. Реально Луизиана была передана Франции лишь в 1803 году, после чего немедленно продана США.